# یان آموس کمنسکی
یان آمُس کُمِنسکی (چکی: Jan Amos Komenský؛ زادۀ  ۲۸ مارس ۱۵۹۲ − درگذشتۀ ۱۵ نوامبر ۱۶۷۰) مربی، فیلسوف و متکلم موراویایی بود که به پدر آموزش مدرن مشهور است. او در سمت آخرین اسقف کلیسای موراوی و پس از آن به عنوان یکی از مدافعان اولیه آموزش همگانی خدمت کرد. مفاهیم آموزشی خود را نیز در کتاب آموزش عالی بیان کرده‌است. در نقش مربی و عالم الهیات، مدارس بسیاری را راهبری کرد و تا اواسط قرن هفدهم به دولت‌های پروتستان در اروپا مشاوره می‌داد.
کُمِنسکی مفاهیم و نوآوری‌های آموزشی بسیاری معرفی کرد؛ از آن جمله: کتاب‌های درسی تصویری به زبان مادری به جای لاتین، آموزش مبتنی بر توسعه تدریجی از مفاهیم ساده به جامع، یادگیری مادام‌العمر با تمرکز بر تفکر منطقی به جای حفظ کسل‌کننده، فرصت برابر برای کودکان فقیر، آموزش برای زنان و دانش جهانی هستند. او همچنین به ارتباط فطرت، دین و معرفت بسیار معتقد بود و علم را زاییده طبیعت و فطرت خداوند می دانست.او، علاوه بر زادگاهش موراویا، در امپراتوری مقدس روم و کشورهای دیگر مانند سوئد، کشورهای مشترک‌المنافع لهستان–لیتوانی، ترانسیلوانی، انگلستان، هلند و مجارستان زندگی و کار کرد.

## زندگی
هنگام تحصیل در نتیجهٔ غفلت کسانش زبان لاتین را، که مهم‌ترین مادهٔ درسی آن زمان بود، تنها در شانزده‌سالگی بدو آموختند و همین مسئله موجب شد که متوجه نواقص آموزش و پرورش گردد و در پی اصلاح تدریس زبان لاتین برآید.
پس از یادگیری زبان لاتین، نخست در ناسو سپس دانشگاه هایدلبرگ به‌تحصیلات عالی پرداخت و خود را برای کشیشی مردم موراویا، که فرقهٔ خاصی از پروتستان‌ها بودند، آماده ساخت و کتابی به‌نام «صرف‌ونحو آسان» نگاشت. در نتیجهٔ جنگ‌های سی‌ساله زن و فرزندانش کشته شدند و اموالش به‌غارت رفت و دربه‌در می‌گشت تا سرانجام در ۱۶۲۷ در لهستان در لشنو مقیم شد. در اینجا ۱۴ سال به‌مدیری ژیمنازیوم موراویا منصوب بود و اصلاحاتی در مدارس کرد و آغاز به طبع یک سلسله کتاب درسی نمود که عقاید و نظریاتش در آن‌ها گنجانیده شده است. نخستین کتاب درسی را، که برای آموختن زبان لاتین است، در ۱۶۳۱ تألیف کرد و «دروازهٔ گشودهٔ زبان‌ها» (لاتین: Janua linguarum reserata) نامش نهاد. در سال‌های بعد کتابی مصور به‌نام «جهان اشیاء با تصویر آن‌ها» نگاشت که نخستین کتاب درسی ابتدایی مصور بوده که در اروپا به‌رشتهٔ تحریر درآمده است و مدت دویست سال دلپسندترین کتاب درسی بوده است. مهم‌ترین کتاب جامع کمنسکی، که مدت‌ها در خیال نگارشش بود و در ۱۶۵۷ به زبان لاتین انتشار یافت، «هنر بزرگ آموزگاری» نام دارد که از جالب‌ترین کتب تربیتی جهان است.

## یادداشت
1. ↑  Didactica Magna